# Bad Lippspringe Challenger
Il Bad Lippspringe Challenger è stato un torneo professionistico di tennis giocato su campi in sintetico indoor. Faceva parte dell'ATP Challenger Series. Si è giocata nel solo 1997, a Bad Lippspringe in Germania.

## Albo d'oro

### Singolare
| Anno | Campione         | Finalista        | Punteggio     |
| ---- | ---------------- | ---------------- | ------------- |
| 1997 | Michael Kohlmann | Rainer Schüttler | 4–6, 7–6, 7–5 |

### Doppio
| Anno | Campioni                       | Finalisti                | Punteggio     |
| ---- | ------------------------------ | ------------------------ | ------------- |
| 1997 | Tuomas Ketola Michael Kohlmann | Dirk Dier Lars Koslowski | 4–6, 6–3, 7–5 |